# Emma Marpillero
Emma Marpillero Corradi (Udine, 25 maggio 1896 – Terni, 21 aprile 1985) è stata un'artista italiana.
È conosciuta soprattutto come esponente del movimento futurista, la prima avanguardia storica del Novecento

## Biografia
Nasce a Udine nel 1896 da Antonio Marpillero, di nobile famiglia originaria di Venzone in provincia di Udine, e da Anna Braidotti di Udine, nipote di quel Giuseppe Braidotti il cui nome è legato principalmente alla produzione di fiammiferi (o zolfanelli). Nel 1857, continuando le tradizioni commerciali e industriali della ditta materna Maddalena Coccolo, i Braidotti impiantarono una fabbrica di zolfanelli nel sobborgo di Chiavris, che divenne una delle realtà industriali più floride ed importanti del Friuli. Sotto la guida del padre di Anna, Mattia, e dello zio, Luigi, l’azienda conobbe un progresso costante, tanto da riuscire a vendere i suoi prodotti sia in Italia che all’estero.  
Emma nasce quindi da una famiglia agiata, ma che all'inizio del Novecento incontra crescenti problemi economici, tanto che il padre è costretto progressivamente a disfarsi di tutte le proprietà terriere intorno a Caporetto.
Frequenta le scuole magistrali a Udine con il celebre maestro di disegno Dante Broglio. Successivamente lascia il Friuli per andare a studiare in Toscana. Aderisce in giovane età al movimento futurista che nel capoluogo toscano aveva il suo centro nevralgico. In quegli anni Firenze viveva una rilevante attività culturale che si organizzava sulle pagine della rivista “La Voce” (1908-1914).  Nel 1914 termina gli studi magistrali ad Arezzo e negli anni intorno alla prima Guerra Mondiale si trasferisce a Firenze dove frequenta e si diploma all'Accademia di belle arti iniziando dal secondo anno Comune ornato ed avendo come maestri Galileo Chini, Emilio Andrè e Guido Calosi. Frequenta i circoli culturali di Firenze entrando in amicizia con Carlo Sblisà, Oscar Ghiglia, Ugo Ojetti, Filippo Tommaso Marinetti, Bruno Corra. Pubblica le sue opere in “L'Italia futurista”, la rivista che dal 1917 diventa punto di incontro e scontro del Futurismo al femminile. All'interno di essa si delineano infatti due diverse  posizioni, quelle più vicine a Marinetti, con  la stessa Emma Marpillero autrice delle  tavole di parole in libertà di (Silenzio – Alba)  e quelle della cosiddetta “pattuglia azzurra”. Si specializza nella pittura di acquarelli e nell'incisione (acquaforte) realizzando numerose mostre nel centro Italia tra il 1940 ed il 1960.
Nel 1922 si sposa con il capitano Alessandro Corradi e si trasferisce a vivere a Verona dove fonda una fabbrica di ceramiche artistiche. Nel 1940 si trasferisce a Terni, città di origine del marito, dove insegna Storia dell'Arte e Disegno presso il Liceo Classico e l'Istituto Magistrale e dove morirà nel 1985. È autrice di un libro di poesie. È stata la fondatrice del Fogolar Furlan dell'Umbria.

## Opere
- “Silenzio-Alba” (“Silence-Dawn”) L'Italia Futurista (July 25, 1916; reprint 1991), p. 4, 94-S491
- La fontana di Priola / Emma Corradi. - Terni: Thyrus, s1978. - 90 p. ; 21 cm